# A Gloriosa Família
A Gloriosa Família: o tempo dos flamengos é um romance do autor angolano Pepetela, publicado pela Dom Quixote em 1997.
O romance conta a história da família de Baltasar Van Dum, um flamengo que traficava escravos durante o período em que os holandeses dominavam a colónia. Para escrever o livro, Pepetela pesquisou nos arquivos de Amesterdão, Antuérpia e Vaticano durante sete anos, baseando-se, também, na História Geral das Guerras Angolanas, escrita em 1680 por António de Oliveira de Cadornega.

## Enredo
O romance é composto de 12 capítulos e a ação situa-se nos anos entre 1642 e 1648. O narrador é um mestiço mudo que é um dos escravos favoritos de Van Dum. Além de Van Dum e do narrador, há muitos outros personagens no livro, a maioria sendo os filhos de Van Dum. Uma divisão existe entre os filhos legítimos de Van Dum e da sua esposa oficial, uma princesa africana chamada Dona Inocência, e os filhos naturais dele com outras mulheres, escravas da casa, que são chamados "os filhos do quintal."

## Informação histórica
Como já se foi referido, o romance tem lugar durante a ocupação holandesa de Angola. A família Van Dum do livro possui paralelos significativos com a família angolana contemporânea Van-Dúnem, uma das mais proeminentes em Angola.

## Interpetação crítica
Muitos críticos observam no romance ao mesmo tempo uma celebração e uma crítica da sociedade crioula de Angola. Fernando Arenas escreve sobre a maneira como o romance cria uma perspectiva pós-moderna para as teorias do antropólogo brasileiro Gilberto Freyre, no fim das contas criticando a sociedade escravista que foi a raiz da sociedade angolana contemporânea. Stephen Henighan descreve o romance como uma obra que ilustra tanto os lados admiráveis, como os aspetos repreensíveis da cultura crioula. Embora a família Van Dum seja culturalmente adaptável e se mostre inclusiva para com pessoas de outras raças, os seus membros também são responsáveis pelo comércio dos escravos no interior do país. As implicações éticas deste fenómeno têm, naturalmente, de ter em conta que a escravatura não começou com a chegada dos Europeus a Africa, mas já existia sob diversas formas nas tribos locais.